# 무성 순치 마찰음
무성 순치 마찰음(無聲脣齒摩擦音)은 자음의 하나로 이와 입술을 사용하여 조음하는 무성 마찰음이다.

## 조음 방법
- 윗니로 아랫입술을 가볍게 깨물어, 옆의 빈 공간으로 공기를 흐르게 한다.
- 빈 공간을 강하게 마찰한다.
- 윗니를 떼면서 마찰되는 공기를 강하게 내뱉는다.

## 특징
- 발성 기관 속의 공기의 흐름을 유지했다가 더 강하게 내는 마찰음이다.
- 윗니와 아랫입술로 조음하는 순치음이다.
- 조음할 때 성대가 울리지 않는 무성음이다.
- 입을 통하여 공기가 빠져나가는 구강음이다.
- 기류가 혀 옆이 아니라 중앙으로 빠져나가는 중설음이다.
- 발성 방법은 인후나 입이 아니라 폐로부터 발성기관으로 공기가 빠져나가는 폐장기류음이다.

## 발음의 예
- 영어: of의 f를 제외한 나머지 f에서 이 소리가 난다,
- 현대 그리스어: φ에서 이 소리가 난다.
- 독일어: 모든 f와 외래어 음역이 아닌 v(음절말이 아님)에서 이 소리가 난다.
- 독일어·웨일스어·아이슬란드·영어를 제외한 유럽의 언어, 총가어, 소말리어, 밤바라어, 만딩카어, 아파르어, 스와힐리어, 오로모어: f에서 이 소리가 난다.
- 현대 히브리어: פ에서 이 소리가 난다.
- 아이슬란드어: 첫소리의 및 무성 자음 앞의 f와 /s, k, t/ 앞의 p에서 이 소리가 난다.
- 세르보크로아트어: 키릴 문자 표기의 ф, 라틴 문자 표기의 f에서 이 소리가 난다.
- 러시아어, 우크라이나어, 마케도니아어: ф에서 이 소리가 난다.
- 웨일스어: ff에서 이 소리가 난다.
- 베트남어: ph에서 이 소리가 난다.
- 아랍어: ف에서 이 소리가 난다.
- 표준 중국어, 광둥어, 눠쑤어, 하카어: 병음 f에서 이 소리가 난다.
- 태국어: ฝ에서 이 소리가 난다.
- 신드어: ف에서 이 소리가 난다.
- 라오어: ຝ에서 이 소리가 난다.
- 암하라어: ፈ.	ፉ,	ፊ,	ፋ,	ፌ,	ፍ,	ፎ에서 이 소리가 난다.
- 아일랜드어: f와 ph에서 이 소리가 난다.